# Roland Joffé
Roland I. V. Joffé (London, 1945. november 17. –) angol-francia filmrendező, forgatókönyvíró és producer. Kétszer jelölték Oscar-díjra: az 1984-es Gyilkos mezőkben és az 1986-os A misszióban. Első TV-s munkái között szerepelnek a Coronation Street (1973–1974) és a The Stars look down (1975).

## Élete
Tanulmányait a Carmel College-ben illetve a Manchesteri Egyetemen végezte el.
1973 óta a londoni Nemzeti Színház rendezője. Az 1984-es Gyilkos mezők című film a kambodzsai rezsim rémuralmáról szól. Két évvel később A misszió című filmjéért Cannesben Arany Pálma-díjat nyert. Szorosan együttműködött David Puttnam producerrel minden filmnél. 1989-ben a Fat Man és Little Boy című filmhez írta első forgatókönyvét. A főszereplő Dwight Schultz és Paul Newman volt. 1992-ben a City of Joy című filmnek ő volt a rendezője és a producere is.

## Magánélete
Jane Lapotaire színésznő volt a felesége 1971-1980 között. Kapcsolata volt Cherie Lunghi-val is. Jacob Epstein szobrászművész unokája.

## Filmjei

### Rendezőként
- Coronation Street (1973–1974)
- Sam (1974-1975)
- The Stars look down (1975)
- Crown court (1976)
- Bill Brand (1976)
- Headmaster (1977)
- Second City Firsts (1977)
- Play for today (1978–1981)
- Nem, mama, nem (1980)
- Egyesült Királyság (1981)
- Kár, hogy kurva (1982)
- Gyilkos mezők (1984)
- A misszió (1986)
- Fat Man és Little Boy (1989) (forgatókönyvíró is)
- City of Joy (1992) (producer is)
- Super Mario Brothers (1993) (producer is)
- A skarlát betű (1995) (producer is)
- Hazugságok labirintusa (1998)
- Vatel (1999) (producer is)
- Undressed (1999-2002) (producer is)
- Captivity (2007)
- You and I (2010)
- Singularity (2010) (forgatókönyvíró is)
- There be dragons (2011) (producer és forgatókönyvíró is)

### Producerként
- Waterproof (1999)
- Hidden Medicine (2000)

## Díjai
- Itália-díj (1978)
- San Fidele-díj (1985)
- cannes-i Arany Pálma (1986) A misszió
- Razzie-díj (1996) A skarlát betű